# Saklar, Hisarcık
Saklar là một xã thuộc huyện Hisarcık, tỉnh Kütahya, Thổ Nhĩ Kỳ. Dân số thời điểm năm 2008 là 218 người.